# Suelen Rodolpho
Suelen Rodolpho (Taquara, 13 de outubro de 1991) é uma esgrimista paraolímpica brasileira.
Nascida com uma má formação na coluna, começou a praticar esgrima em cadeira de rodas em 2009. Foi convocada para a Seleção Brasileira aos 17 anos, em 2010. Ganhou a medalha de prata na Copa do Mundo, na categoria florete B, em 2013, e o bronze em 2014.